# Toblerone (budova)

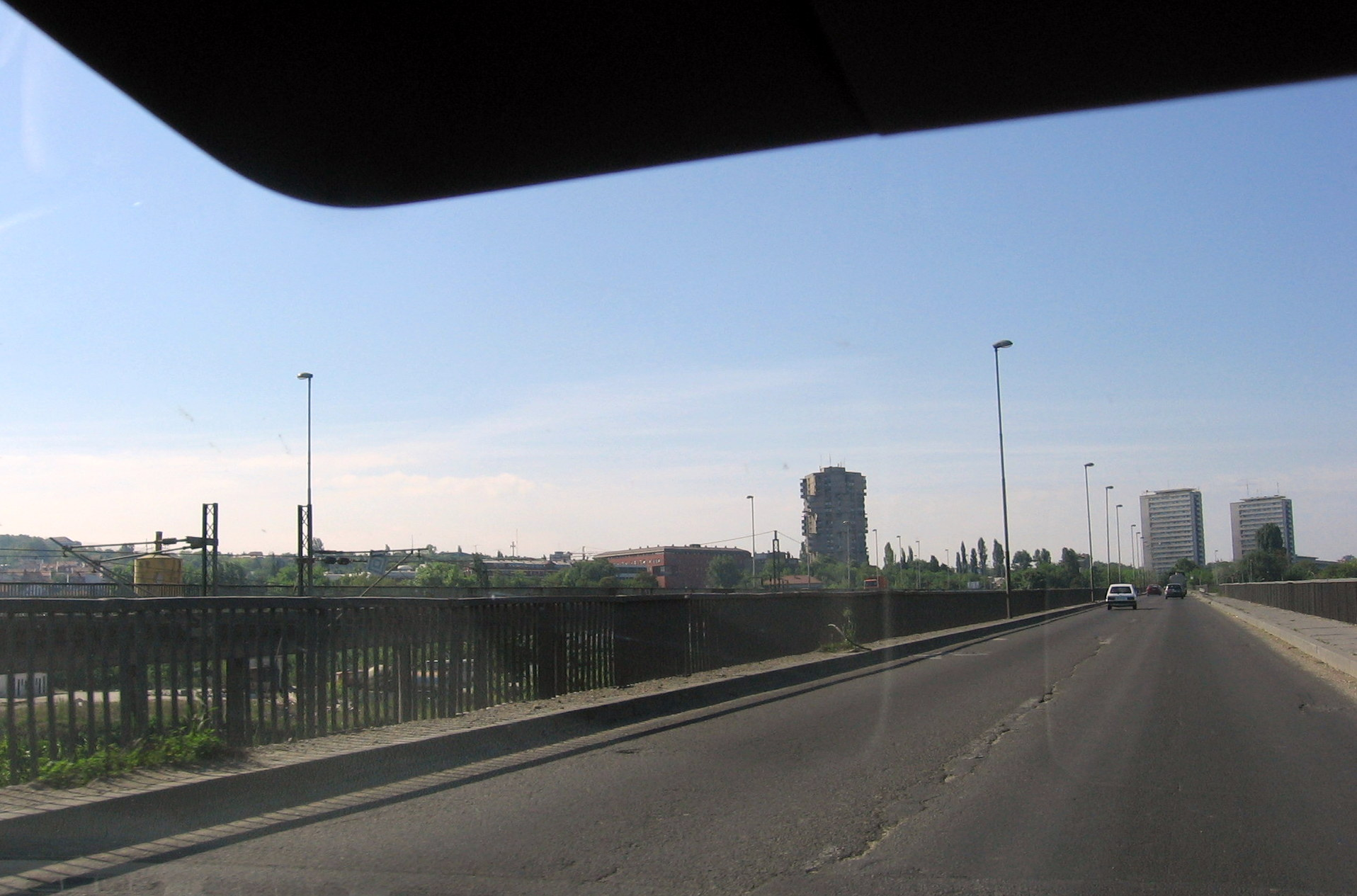
Toblerone je vidět spolu s Teologickým seminářem z Pančevského mostu.

Toblerone (v srbské cyrilici Тоблероне) je neformální název pro obytnou budovu, která se nachází ve východní části srbské metropole Bělehradu, v místní části Karaburma. Výšková budova má adresu Mije Kovačevića 9. V její blízkosti se nachází Bohoslovecká fakulta. 
Sedmnáctipatrová brutalistická budova získala svojí přezdívku podle nápadně vystupujících lodžií, které narušují původní šestiúhelníkový půdorys stavby. Budova byla dokončena v roce 1966 a jejím architektem byl Rista Šekerinski, jehož je toto nejznámější dílo. Návrh budovy získal jednu z jugoslávských architektonických cen.